# Onthophagus eulophus
Onthophagus eulophus là một loài bọ cánh cứng trong họ Bọ hung (Scarabaeidae).